# The Open Group Architecture Framework

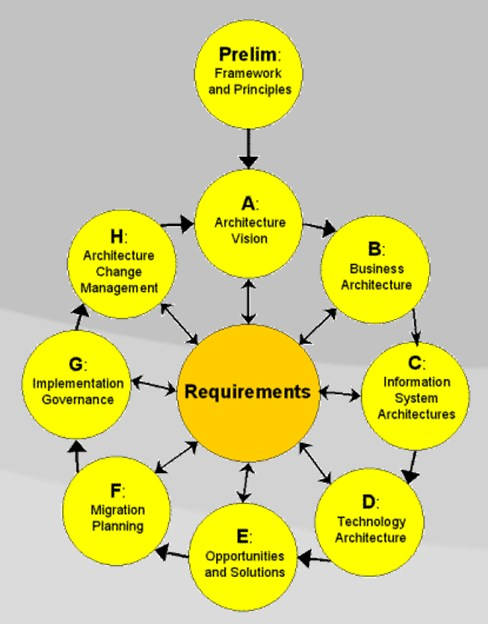
TOGAF ADM.

Il The Open Group Architecture Framework (TOGAF) è un framework per la Enterprise Architecture che prevede un approccio globale alla progettazione, pianificazione, attuazione, e la governance di un'architettura all'interno di un'impresa.
L'architettura è in genere modellata a quattro livelli o domini: business, dati, applicazioni, tecnologia.
L'Architecture Development Method (ADM) è il processo che abbraccia l’intero ciclo di vita architetturale, atto a creare e gestire le architetture all’interno di una organizzazione. In ciascuna fase all'interno dell'ADM, vengono riportati gli input, output e gli step da dover eseguire insieme ad una serie di work product frutto del lavoro architetturale. Il Content Metamodel definisce la struttura formale di questi work product per garantirne la coerenza all'interno dell'ADM e anche per fornire una linea guida per le organizzazioni che desiderano implementare la propria architettura.
Sono descritti e forniti i fondamenti dell'architettura affinché gli architetti possano visualizzare (viewpoint e view) l'architettura attuale e preparare quella futura.

## Frameworks alternativi per la Enterprise Architecture
- Framework di Zachman (IBM Framework degli anni 1980, oggi indicato come lo standard de facto)
- DoDAF (United States Department of Defense Architectural Framework)
- FEAF (United States Office of Management and Budget Federal Enterprise Architecture)
- MODAF (United Kingdom Ministry of Defence Architectural Framework)
- AGATE (French Délégation Générale pour l'Armement Atelier de Gestion de l'ArchiTEcture des systèmes d'information et de communication)
- Service-Oriented Modeling Framework (SOMF) (Methodologies Corporation enterprise modeling framework)
- OBASHI (The OBASHI Business & IT methodology and framework)

## Schema di certificazione
Lo schema di certificazione TOGAF Enterprise Architecture prevede solo due livelli: Foundation (1 livello) ed il Practitioner (2 livello).